# Zbór Kościoła Adwentystów Dnia Siódmego w Koszalinie
Zbór Kościoła Adwentystów Dnia Siódmego w Koszalinie – zbór adwentystyczny w Koszalinie, należący do okręgu zachodniopomorskiego diecezji zachodniej Kościoła Adwentystów Dnia Siódmego w RP.
Pastorem zboru jest Krzysztof Morozowski, natomiast starszą – Maria Szczepara. Nabożeństwa odbywają się w kaplicy przy ul. Energetyków 10 każdej soboty o godz. 10.00.